# Morse-Smale-System
In der Theorie der dynamischen Systeme lassen sich verschiedene Flüsse und dynamische Systeme unter dem Begriff der Morse-Smale-Systeme zusammenfassen. Morse-Smale-Systeme sind strukturell stabil, d. h. ihr qualitatives Verhalten ändert sich nicht unter geringfügigen Störungen der Parameter.

## Definition

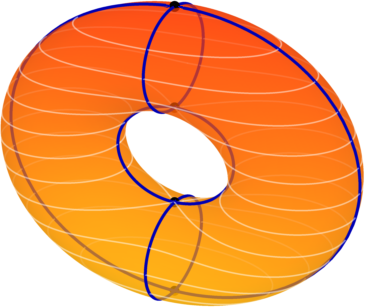
Gradientenfluss der Höhenfunktion eines im eingebetteten Torus. Die stabile Mannigfaltigkeit des einen Sattelpunktes stimmt mit der instabilen Mannigfaltigkeit des anderen Sattelpunktes überein, die Transversalitätsbedingung ist also nicht erfüllt.

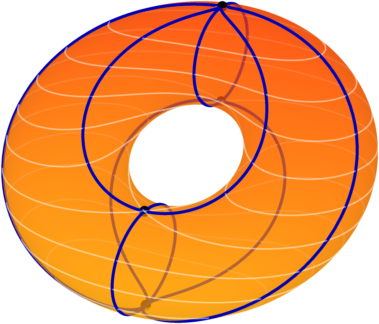
Beispiel eines Morse-Smale-Systems: Gradientenfluss der Höhenfunktion eines leicht gekippten Torus. Die stabilen und instabilen Mannigfaltigkeiten der Sattelpunkte schneiden sich nicht, die Transversalitãtsbedingung ist erfüllt.

Ein dynamisches System ist ein Morse-Smale-System wenn es folgende Bedingungen erfüllt:
- die nichtwandernde Menge besteht aus endlich vielen periodischen Orbiten und Fixpunkten,
- die Vereinigung der periodischen Orbiten (einschließlich der Fixpunkte) ist eine hyperbolische Menge,
- die stabilen und instabilen Mannigfaltigkeiten unterschiedlicher Punkte sind transversal zueinander,
- und der Orbit jeden Punktes strebt für {\displaystyle t\to \pm \infty } jeweils gegen einen periodischen Orbit.

## Beispiel
Der Gradientenfluss einer Morse-Funktion ist Morse-Smale wenn alle stabilen und instabilen Mannigfaltigkeiten transversal zueinander sind. Die nichtwandernde Menge besteht dann ausschließlich aus Fixpunkten.

## Strukturelle Stabilität
Morse-Smale-Systeme sind strukturell stabil. Der Fluss eines Vektorfeldes auf einer Fläche ist genau dann strukturell stabil, wenn er Morse-Smale ist. In höheren Dimensionen gibt es aber Beispiele strukturell stabiler Systeme, die nicht Morse-Smale sind.